# Transamérica Brasília
Transamérica Brasília é uma emissora de rádio brasileira sediada em Brasília, Distrito Federal. Opera no dial FM na frequência 100.1 MHz e é uma filial da Rede Transamérica. A emissora foi fundada em 23 de agosto de 1976, dois dias depois do lançamento da primeira filial da rede, em Recife. É a segunda emissora de rádio em FM mais antiga em funcionamento no Distrito Federal, logo após a Rádio Nacional FM.

## História
Como parte da formação da Rede Transamérica, a Rádio Transamérica de Brasília S.A. foi outorgada em agosto de 1975 junto com uma permissão para a Rádio e Televisão Manchete S/A (a Manchete FM, hoje NovaBrasil FM). A Transamérica FM foi inaugurada no dia 23 de agosto de 1976, dois dias depois do lançamento da filial em Recife, sendo assim a segunda da rede. Tal qual as demais filiais, a programação inicial da Transamérica FM era essencialmente musical, segmentada ao formato adulto-contemporâneo (MPB, jazz, blues e música instrumental) voltado as classes A e B, trazendo também pequenos boletins informativos. Todos os módulos eram gravados em fitas de rolo em São Paulo e enviados para a filial. Em março de 1977, a emissora passa a transmitir 24 horas por dia.
Apesar de elogiada, a programação enlatada logo foi criticada por conta de sua repetição (tal qual ocorreu em outras filiais da rede). A emissora começa a investir em módulos de dance music junto com as demais emissoras da rede, a partir de 1979. Em junho de 1981, aparecia na sexta colocação na pesquisa de audiência do Ibope, com 4,55% dos receptores ligados. Para resgatar a audiência, a emissora investe no público jovem e reestreia módulos de MPB na programação. Em 1986, a programação local passa a ser inteiramente ao vivo e adotava uma linha irreverente, baseada nas FMs do Sudeste. Isso fez a emissora crescer em audiência, fechando outubro de 1986 no quarto lugar de audiência, subindo para terceiro na primeira semana de novembro.
A partir da década de 1990, passa a receber o sinal da Transamérica FM de São Paulo via satélite tal qual como as demais filiais e afiliadas. Com a divisão das portadoras da rede, a Transamérica FM Brasília passa a se chamar Transamérica Pop a partir do ano 2000. A emissora se diferencia das demais afiliadas por adotar uma programação local baseada no pop/rock em seus horários locais (prática que já era adotada desde os anos 1980). A Transamérica Pop Brasília também aderiu ao projeto Transamérica Esportes contando com equipe local, que durou até 30 de dezembro de 2015 com a dispensa dos profissionais. Em 2020, a rádio voltou a fazer transmissões esportivas, fazendo cadeia com a Transamérica Rio de Janeiro.
Em 2019, com a mudança de formato da Rede Transamérica e a unificação de suas portadoras (Pop, Light e Hits) a Transamérica passou a adotar o formato jovem/adulto, com foco no Pop e no Rock nacional e internacional com o objetivo de atrair um público entre 25 e 49 anos. Com isso, a até então Transamérica Pop Brasília passa a se chamar Transamérica Brasília.